# 붉은쏨뱅이
붉은쏨뱅이는 쏨뱅이과의 물고기이다. 몸길이는 최대 37cm이다. 주로 새우, 게 등의 갑각류와 어류를 먹는다. 대륙붕의 암초 지역에 주로 서식한다.